# الحياة البرية في ماليزيا
الحياة البرية في ماليزيا، إن الحياة البرية في ماليزيا متنوعة، نظراً لكونها دولة بالغة التنوع الحيوي. وتغطي الغابات المطيرة معظم  الدولة، والتي تحتضن أنواعاً متعددة من النبات والحيوان. إذ يوجد فيها تقريباً 361 نوع من الثدييات، و694 نوع من الطيور، و250 نوع من الزواحف، و150 فصيلة من الضفادع. ويحمل إقليمها البحري تنوعاً عظيماً من الكائنات حيث تضم سواحلها جزءاً من المثلث المرجاني.

## الحيوانات البرية
ومن المقدر أن ماليزيا تحتوي على 20% من الأنواع الحيوانية في العالم وتضم مناطق تعتبر من الأكثر تنوعاً حيوياً على الكوكب. وهناك مستويات عالية من التوطين لأنواع عديدة في الغابات الماليزية المتنوعة على جبال بورنيو، فيما ينفصل السكان عن بعضهم البعض بغابات منخفضة. 

### الثدييات

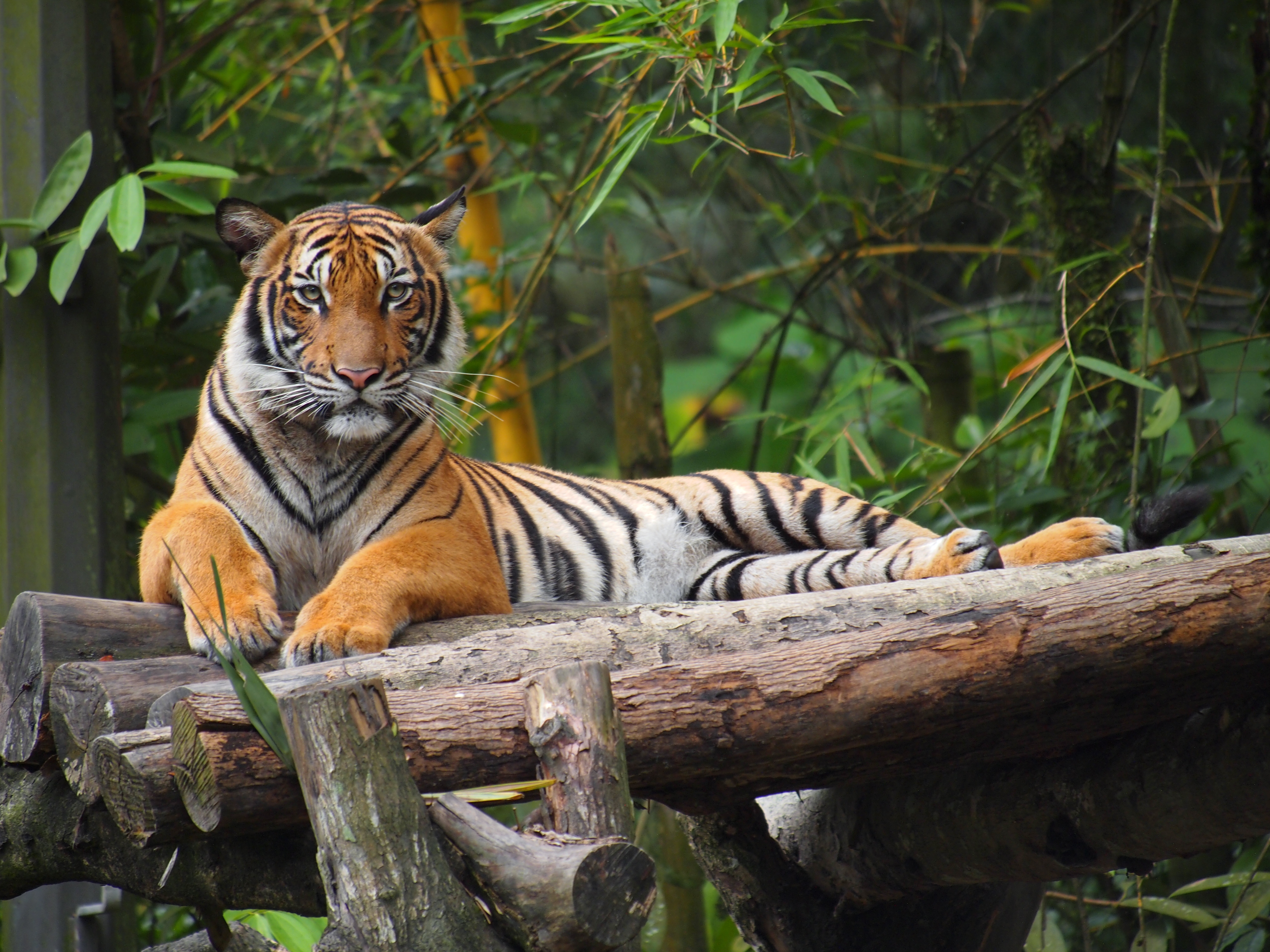
ببر ملاوي في حديقة الحيوانات الوطنية في ماليزيا

يوجد في ماليزيا 361 نوع من الثدييات. فتحتضن شبه الجزيرة الماليزية أربع قطط برية كبيرة: ببر الهند الصينية، النمر الملايوي، الفهد الهندوصيني، والنمر الملطخ. ومفترس كبير آخر وهو دب الشمس. وتعيش الفريسة الكبيرة مثل كركدن سومطري، تابير ملاوي، وأنواع غزلان تضم كل من، الطرغولية، والمنتجق، والصمبر، وأنواع خنازير، مثل الخنزير البري والخنزير البورنيوي ذو اللحية. ويمكن إيجاد حيوان الغور والفيلة الآسيوية. وتعيش حيوانات السهول في المرتفعات جنباً إلى جنب مع الحيوانات الجبلية مثل، قرد السيامنغ، السناجب الحمراء، وثلاثة أنواع من جرذ القمر.
وتفتقر ماليزيا الشرقية لنمر شبه الجزيرة الماليزية تاركاً النمر الملطخ، ودب الشمس المفترسان الأساسيان في المنطقة. ويعيش الكركدنيات والفيلة هناك جنباً إلى جنب إنسان الغاب، والجيبون ميلر،
وقرد المكاك، وقرد الململة، وقرد الورقة الفضي، وقرد الهند المقدس، ولوريس البطيء.
يعيش كل من غرير ابن مقرض البورينوي، وشبيه الفأر الأسود الكينابالوي، وسناجب الشجر في جبال بورنيو. وثدييات آخرى صغيرة مثل النمس، والفئران الضخمة. يوجد 11،300 حيوان من إنسان الغاب في شرق ماليزيا.  وأنواع قردة آخرين مثل جبون لار الأبيض، السيامنغ. وتضم ماليزيا 10 نوع من القردة ما بين قرد الهند المقدس وقردة المكاك. وتعد قردة الململة أكبر قرد في العالم من الأنواع الأكبر في بورنيو. وتضم أنواع المكاك مثل المكاك طويل الذيل ومكاك البيج تيلد. ويعيش الببر الملاوي وهو من سلالة النمر الهندوصيني في شبه الجزيرة الملايوية مع حوالي 300 نمر باقٍ من نفس النوع (250-340). ومن القطط البرية الصغيرة مثل قط خليج بورنيو وقطط الزباد. ويتواجد 1200 من الفيلة الآسيوية في شبه الجزيرة الماليزية، مع أعداد آخرى منهم في شرق ماليزيا. 

ويوجد فيها أكثر أنواع مواشي في العالم، مثل حيوان الغور. وتتواجد خفافيش الفاكهة في جميع أنحاء البلاد، مع تركيز أكبر في كهوف مولو.

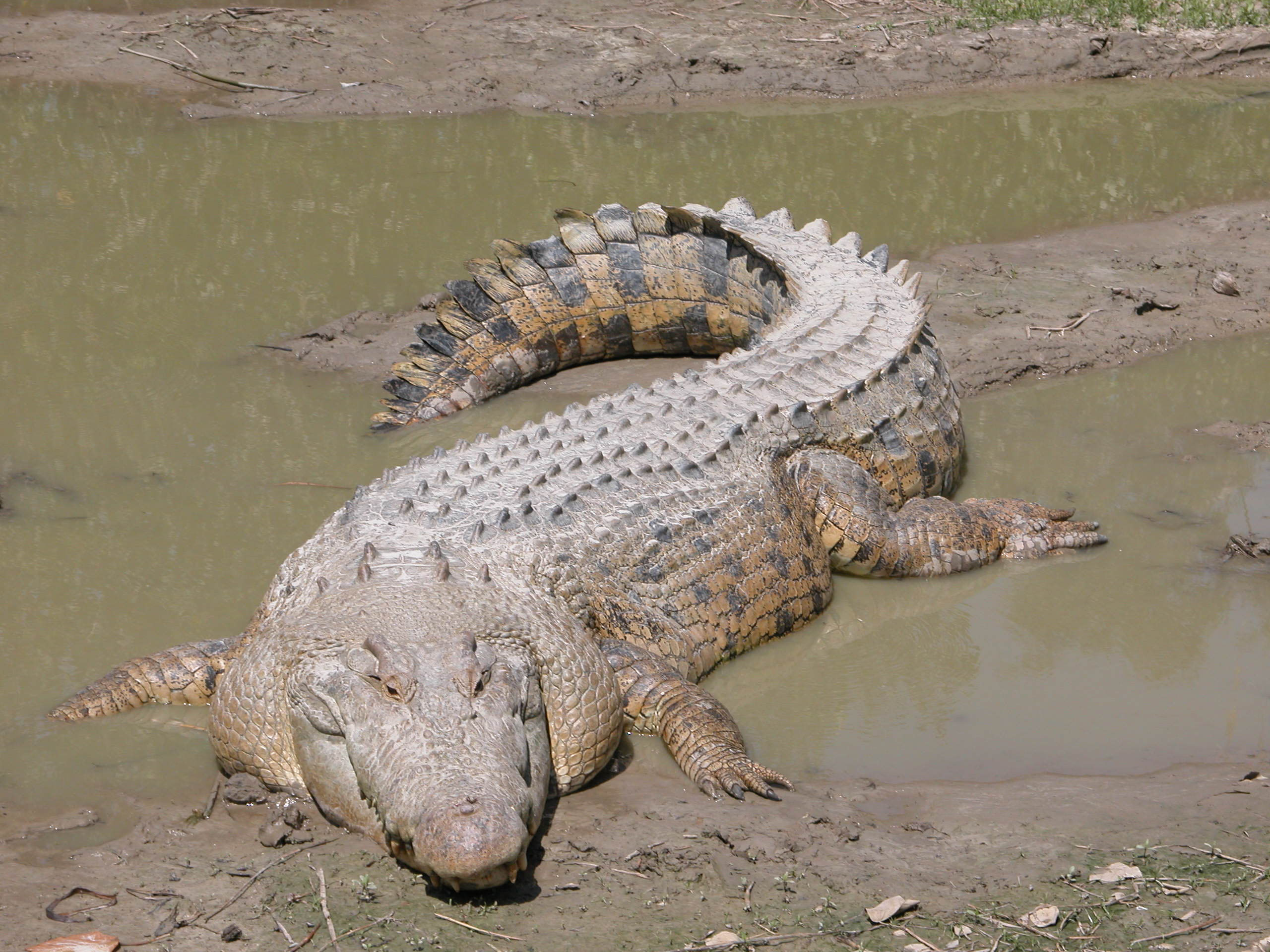
تمساح المياه المالحة

### الطيور
تم تسجيل 677 نوعًا من الطيور في شبه الجزيرة فقط، منها 794 نوعًا مسجلاً في ماليزيا بأكملها. ويعيش عدد قليل منها في جبال شبه الجزيرة، مثل طائر الصفير الماليزي. تُظهر غابات بورنيو مستويات عالية من الاستيطان بين أنواع الطيور، حيث تحتوي على 38 نوعًا لا يتواجدون في أي مكان آخر. نوعين منهم لا يمكن العثور عليهما إلا في هذه الغابات. كما توجد أيضًا أعداد كبيرة من طيور أبو قرن، ونقار الخشب، وبيتا مثل بيتا المانغروف. تم العثور على أنواع أخرى معزولة على الجبال، مثل البربيت الذهبي، والبلبل منقط الرقبة، وعقاب الحيات الجبلية. ويمكن العثور على البلابل والزرزوريات وسمامة البيت في المناطق الحضرية. ويمكن العثور على عقاب الحيات والرفرافيات.
وهناك تسعة أنواع من طائر أبو قرن في ماليزيا، وأكثرها شيوعًا هو أبو قرن هندي. أكبر طائر أبو قرن يبلغ طوله 1.5 متر (5 قدم)، طائر أبو قرن الكبير، يليه في الحجم طائر أبو قرن وحيد القرن في بورنيو. ويعد السهوج والحدأة البراهيمية من أكثر الطيور الجارحة شيوعًا. يمكن العثور على طائر لقلق العاصفة والزقة الشرقية في المناطق الرطبة.

### الزواحف
تم تسجيل 250 نوعاً من الزواحف، حوالي 150 نوعاً منها من الثعابين و80 نوعاً من السحالي. و16 من الثعابين البرية سامة.ومن أبرز هذه الحيوانات أفعى الحفرة الماليزية، وناشر ملك، والورل وورل الماء الآسيوي، وتماسيح المياه المالحة. وتعتبر ناشر ملك من أفتك الثعابين في الوجود، ولكن نادرًا ما يتم مواجهتها. ويقال إن الثعبان الشبكي يصل طوله إلى 10 أمتار (33 قدمًا). وتتواجد سحالي الورل التي يبلغ طولها حوالي 2 متر (7 قدم)، في نصفي البلاد.

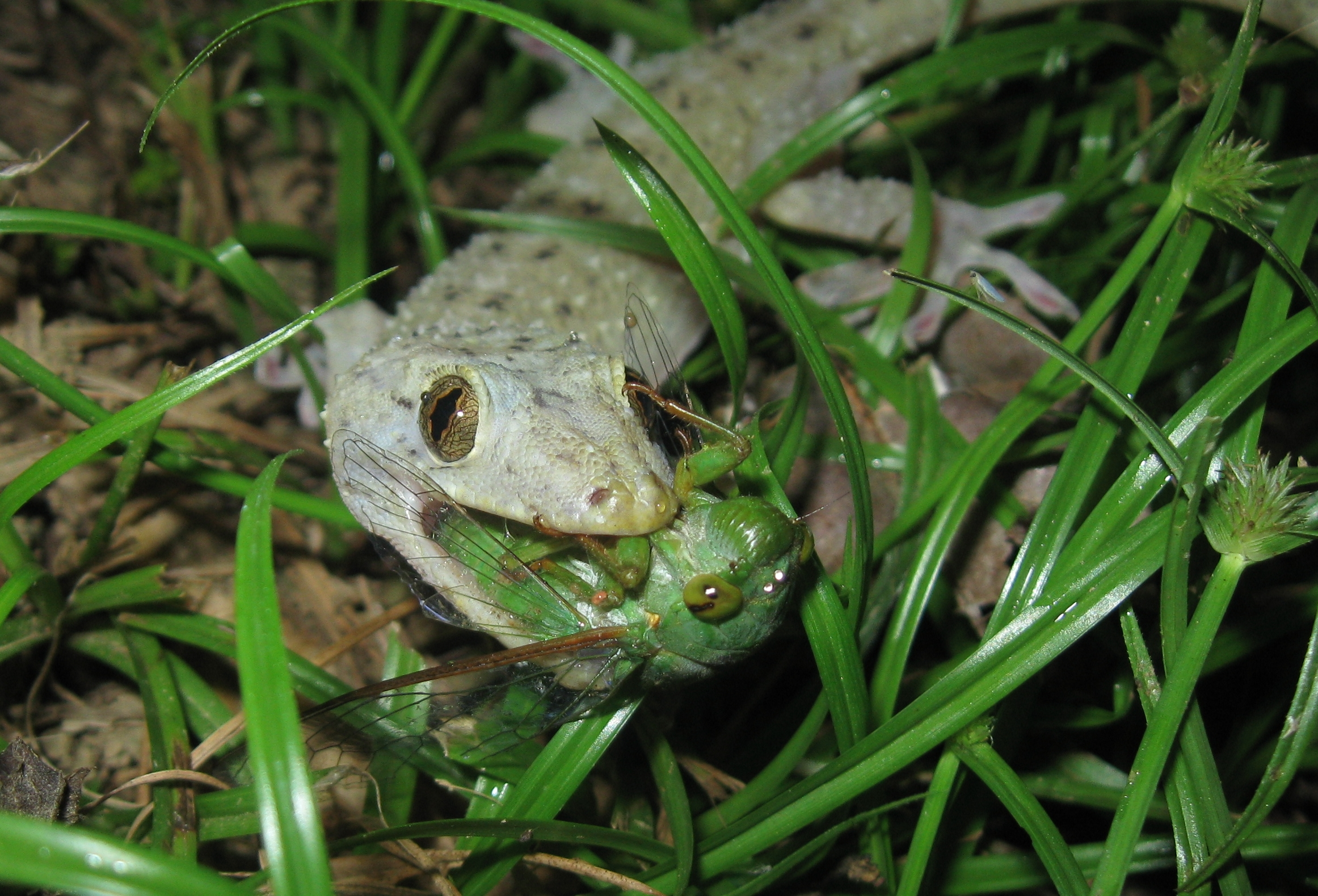

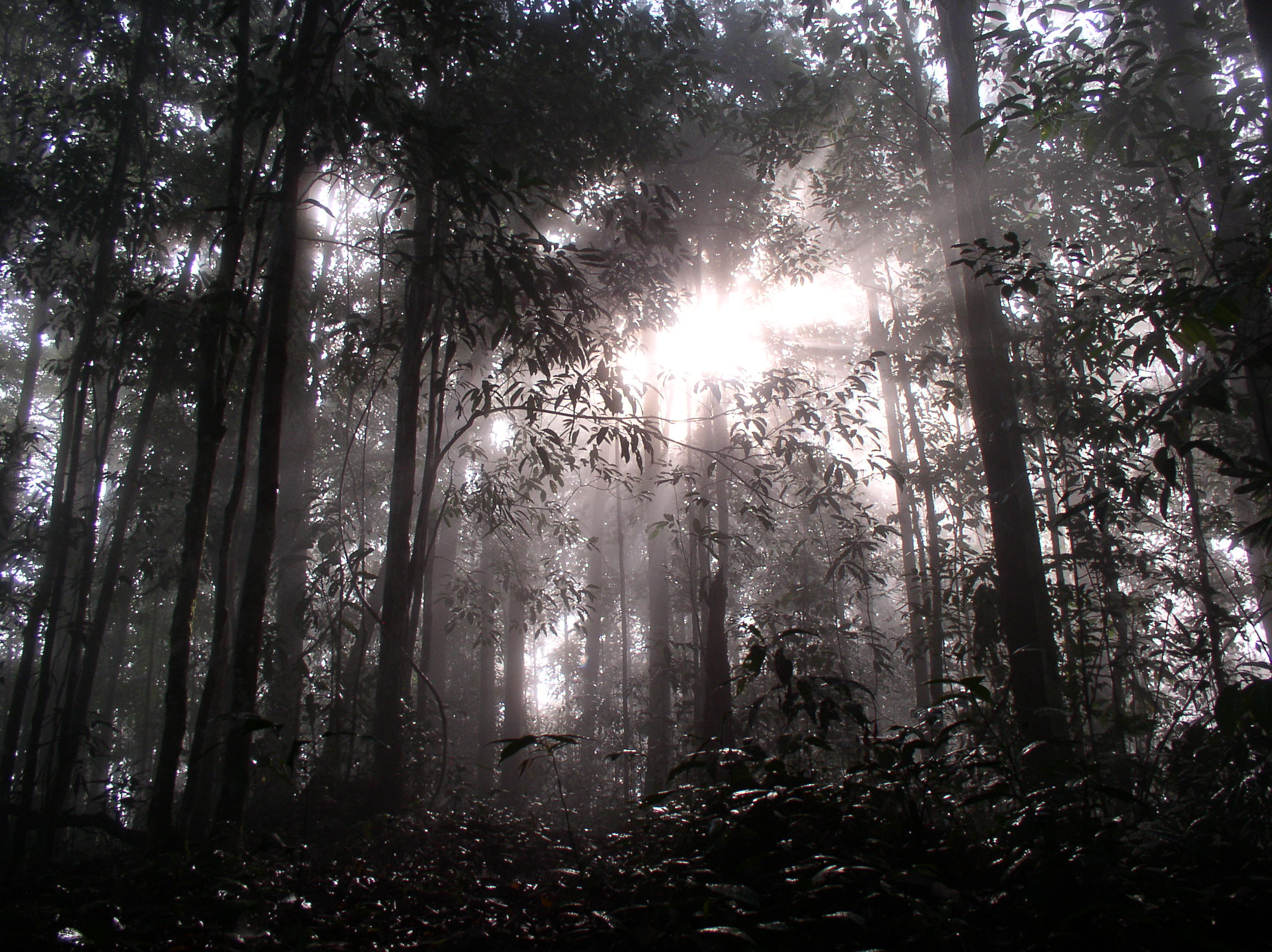
شروق الشمس في غابات بورنيو

وتشمل أنواع آخرى من الثعابين كثعبان شجرة الجنة وأفعى واجلر. ويمكن أن يصل طول تماسيح المياه المالحة  إلى 8.6 متر (28 قدمًا). ويمكن العثور أيضًا على قريبهم الأصغر، وهو الماليزي الغريال المزيف. ويمكن أيضًا العثور على السحالي الطائرة. ويوجد حوالي 150 نوعاً من الضفادع في ماليزيا. وتشمل أسماك المياه العذبة الأروانا الآسيوية النادرة، إلى جانب القوبي الرخامي، والمهرج، وبارب نمري.

### الحشرات
يوجد في ماليزيا الآلاف من أنواع الحشرات، ويتم اكتشاف المزيد منها كل عام. تشمل أنواع الفراشات فراشة راجا بروك، بينما تشمل أنواع عثة الأطلس. أكبر خنفساء تم العثور عليها هي خنفساء وحيد القرن (عريقطة). تشمل الحشرات الكبيرة الأخرى الحشرة العصوية الشائكة العملاقة، والتي يمكن أن تنمو بطول ساعد الإنسان، وزيزة الإمبراطورة، التي يبلغ طول جناحيها 30 سم (12 بوصة)، والنملة العملاقة التي يبلغ طولها 4 سم (2 بوصة). وتشمل الحشرات الأخرى الدبابير ذات النطاقات، والنمل الناري، ونحل العسل العملاق، و ورقيات المسكن. كما يمكن العثور على العديد من العقارب.

## النباتات البرية
حوالي ثلثي مساحة ماليزيا مغطاة بالغابات والتي يعتقد أنها تبلغ 130 سنة مليون سنة. وتتكون من مجموعة متنوعة من الأنواع، على الرغم من ذلك، فهي تتكون أساسًا من غابات مجنحية الثمر. يمكن أن تنمو مجنحية الثمر إلى حوالي 50 مترًا (164 قدمًا). وتوجد غابات الأراضي المنخفضة على ارتفاع أقل من 760 مترًا (2493 قدمًا)، وكان شرق ماليزيا سابقًا مغطى بمثل هذه الغابات المطيرة، والتي يدعمها مناخها الحار الرطب.ويوجد حوالي 14500 نوع من النباتات والأشجار المزهرة. إلى جانب الغابات المطيرة، هناك أكثر من 1,425 كيلومتر مربع (550 ميل مربع) من أشجار الأيكة الساحلية في ماليزيا، وكمية كبيرة من غابات مستنقعات الخث. المناطق الساحلية لشبه الجزيرة محاطة بأشجار الأيكة التي تسبب تراكم الرواسب التي يؤدي إلى ظهور مستنقعات الخث. وتوفر الأخيرة أساساً للنباتات التي يمكنها تحمل الظروف. وتوفر غابات الخث في ساحل ماليزيا موطنًا مهمًا للطيور المائية والأسماك. وتغطي نباتات مجنحية الثمر الأرض والتي تتواجد في غابة الخث، مما يحد من الغطاء النباتي الأرضي. وفي الارتفاعات الأعلى، تحل أشجار البلوط والكستناء وشجر الورد محل مجنحية الثمر. هناك ما يقدر بنحو 8500 نوع من النباتات الوعائية في شبه جزيرة ماليزيا، مع 15000 نوع آخر في الشرق. تشير التقديرات إلى أن غابات شرق ماليزيا هي موطن لحوالي 2000 نوع من الأشجار، وهي واحدة من أكثر المناطق تنوعاً حيوياً في العالم، حيث يوجد 240 نوعًا مختلفًا من الأشجار في كل هكتار. وإلى الداخل، توجد غابات مرج.تستضيف هذه الغابات العديد من أعضاء نوع زهرة رافليسيا، وهي أكبر الزهور في العالم، ويبلغ قطرها الأقصى متر واحد (3 قدم).كما أنها تحتوي على أعداد كبيرة من النباتات آكلة اللحوم، مثل نبات الإبريق، ونبات الندية، ونباتات بيت النمل. أظهرت بعض أجزاء الغابة إمكانية استخدامها في الطب. في عام 1990، أظهرت مجموعة من الأشجار إمكانية استخدامها لوقف انتشار سلالة من فيروس نقص المناعة البشرية، ولكن تم قطعها قبل أخذ المزيد من العينات. وقد تحققت الإمكانية في مكافحة الملاريا.

## الحياة البحرية

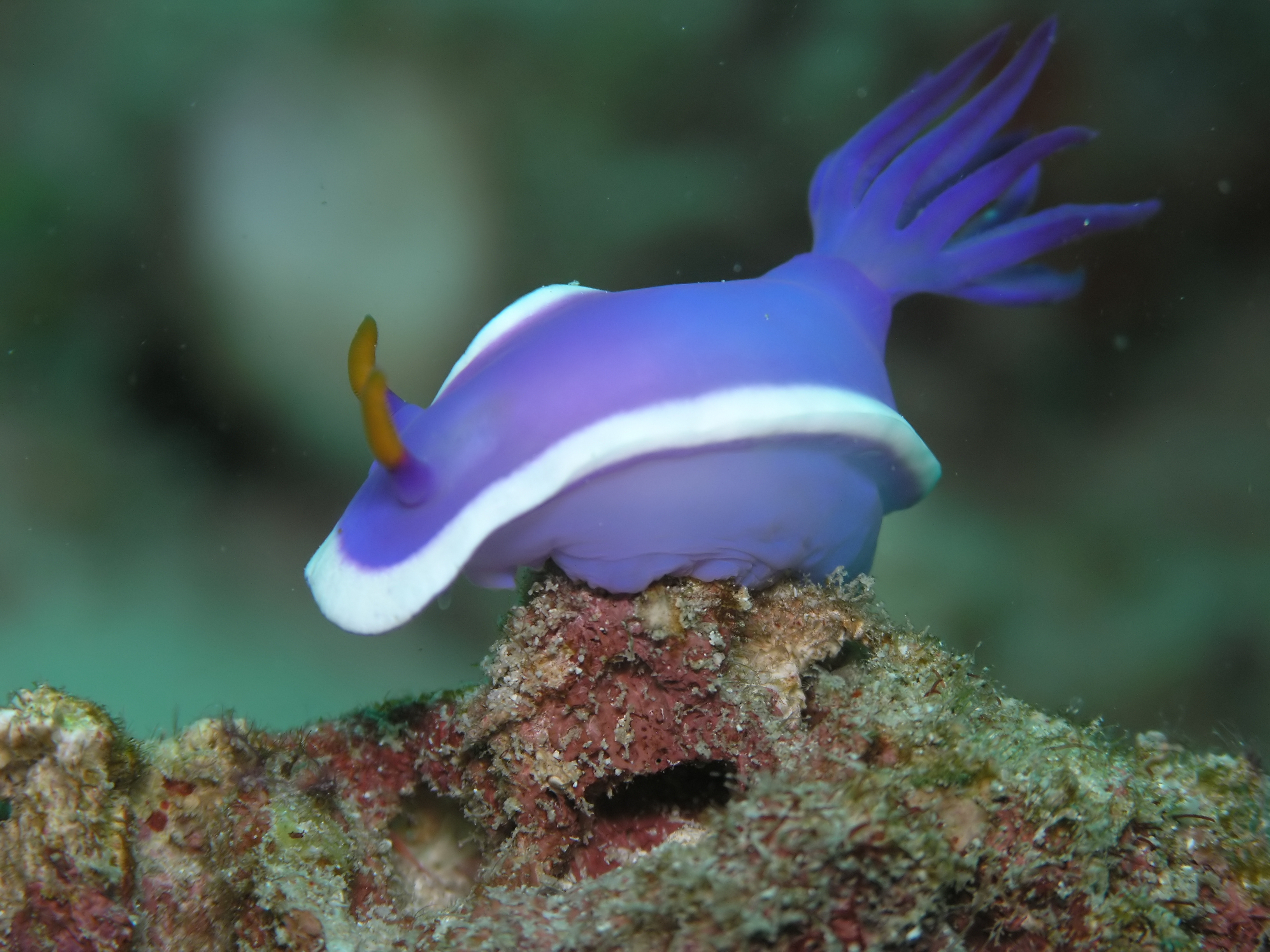

تبلغ مساحة الحوض الاقتصادي الخالص لماليزيا أكبر ب 1.5 مرة مساحة أراضيها، وتقع بعض مياهها في المثلث المرجاني، وهو نقطة مهمة للتنوع البيولوجي. إذ تعتبر المياه المحيطة بجزيرة سيبادان هي الأكثر تنوعًا بيولوجيًا في العالم. ويعد بحر سولو، المتاخم لشرق ماليزيا، نقطة مهمة للتنوع البيولوجي، حيث يضم حوالي 600 نوع من المرجان و1200 نوع من الأسماك. وتسكن المنطقة خمسة أنواع من السلاحف البحرية، بالإضافة إلى 20 نوعاً من ثعابين البحر. ويعيش الأطوم في صباح وفي مضيق جوهر. تشمل أسماك القرش الموجودة الحوت، وأسماك قرش المطرقة، وأسماك قرش الشعاب المرجانية. غالبًا ما توجد أسماك الطرائد مثل المارلين الأزرق والتونة، جنبًا إلى جنب مع أسماك الشعاب المرجانية مثل الباراكودا (العقام)، والجاحظ تريفالي، وسمك الببغاء ذو الرأس، والهامور، وعقارب البحر. ويمكن العثور على أسماك شيطان البحر.

## القضايا البيئية والإجراءات المضادة
نظرًا لكون الحياة البرية في ماليزيا من أكثر الحياة البرية تنوعًا على وجه الأرض، ولأنها دولة شديدة التنوع،فإن الحكومة الماليزية مهتمة بحمايتها. وتهدف الحكومة إلى تحقيق التوازن بين النمو الاقتصادي وحماية البيئة، لكنها اتُهمت بتفضيل "الشركات الكبرى" على البيئة. إذ يتسبب الضباب الدخاني القادم من إندونيسيا في بعض الأحيان في حدوث مشاكل في الشمال، وقد حجبت الحرائق الناجمة عن حرق الغابات في عام 1997 أجزاء كبيرة من جنوب شرق آسيا وأستراليا بالضباب الدخاني.
وحسب المعدلات الحالية لفقدان الغابات، من المرجح أن تختفي الغابات المطيرة في غضون جيل واحد. تمت إزالة أكثر من 80% من سراوق، وقد تسببت هذه الإزالة في تراجع الحيوانات التي كانت تعيش في غابات الأراضي المنخفضة تقليديًا إلى الغابات المطيرة المرتفعة في الداخل. وأدت ممارسات قطع الأشجار والزراعة إلى تدمير الغطاء الشجري، مما تسبب في تدهور بيئي حاد في البلاد. وتفاقمت الفيضانات في شرق ماليزيا بسبب فقدان الأشجار، وتمت إزالة أكثر من 60% من غابات شبه الجزيرة. ومع المعدلات الحالية لإزالة الغابات، من المتوقع أن تنقرض الغابات بحلول عام 2020. وفي الفترة من عام 2000 إلى عام 2019، فقدت ولاية صباح 1.60 ميجا هكتار، أو 24%، من غطائها الشجري. 51% من هذه الخسارة جاءت من تونغود، وبيليران، وتاواو، وكيناباتانغان. وفي نفس الفترة، فقدت سرواق 2.96 ميجا هكتار أو 25% من غطائها الشجري.وقد شكلوا معًا 56% من خسارة ماليزيا البالغة 8.12 ميجا هكتار (28%) من الغطاء الشجري خلال تلك الفترة. 
تعد إزالة الغابات مشكلة كبيرة للحيوانات مثل النمور، حيث يتم قطع الغابة لإفساح المجال للمزارع، في الغالب لزيت النخيل والمحاصيل التجارية الأخرى. وقد انخفض تعداد إنسان الغاب بنسبة 40٪ في السنوات العشرين الماضية. كما سبب الصيد مشكلة أيضًا.لقد أُجبرت حيوانات مثل الفيل الآسيوي على الخروج من موطنها بسبب فقدانه، مما يؤدي في كثير من الأحيان إلى المجاعة فيما بينهم. وكان وحيد القرن السومطري شائعًا جدًا لدرجة وجود شكاوى من دهس حدائق الناس، ومن المحتمل أن ينقرض وحيد القرن السومطري في ماليزيا. وتتناقص أعداد طيور أبو قرن بشكل مطرد. وتتواجد معظم الغابات المتبقية داخل المتنزهات الوطنية.
لقد ثبت أن تدمير الموائل يشكل تهديدًا للحياة البحرية. ويشكل الصيد غير القانوني تهديدا رئيسيا آخر. وفي ولاية صباح وحدها، يتم قتل ما يقرب من 3000 سلحفاة سنويًا نتيجة للصيد العرضي. كما أدت أساليب الصيد غير المشروعة، مثل الصيد بالديناميت والتسمم، إلى استنفاد النظم البيئية البحرية. انخفضت أعداد السلاحف الجلدية الظهر بنسبة 98% منذ الخمسينيات. حيث يعتبر بيض السلاحف طعامًا محليًا شهيًا، إذ يتم بيعه بحوالي 12 دولارًا أمريكيًا مقابل 10 بيضات. ومع ذلك، فإن بعض المجتمعات التي كانت تستهلك بيض السلاحف بانتظام تحميه الآن، حيث أصبح فقس السلاحف عامل جذب للسياحة البيئية. وتحظر ترغكانو بيع بيض السلاحف الجلدية الظهر. في حين أن جمع وبيع البيض من الأنواع الأخرى لا يزال قانونيًا، فقد تعهدت الولاية بتوسيع نطاق الحظر على البيع ليشمل جميع أنواع السلاحف.
كما أدى الاستهلاك المفرط واستخدام أجزاء الحيوانات من أجل الربح إلى تعريض الحياة البحرية للخطر، وكذلك النمور، التي يمكن العثور على لحومها في المطاعم في كوالالمبور.وحصلت النمور على الحماية الرسمية في عام 1976، عندما كان عددها 300 فقط. وتتأثر الحياة البحرية أيضًا بشكل ضار بالسياحة غير الخاضعة للرقابة. فقد وصل تآكل الشواطئ في بعض الأماكن إلى 10 أمتار (33المبور.[25 قدمًا) سنويًا. 
كان التلوث هو الدافع وراء إنشاء قانون جودة البيئة في عام 1974. وقد استمر التلوث في التزايد، وكانت العقوبة على الانتهاكات محدودة مقارنة بالجرائم الأخرى. في عام 2020، تسبب إلقاء المواد الكيميائية بشكل غير قانوني في شبكة المياه في انقطاع المياه عن المنازل في وادي كلانج، حيث تقع العاصمة كوالالمبور.
معظم القواعد التنظيمية البيئية تقع تحت سيطرة الولايات.تحاول بعض حكومات الولايات الآن مواجهة التأثير البيئي والتلوث الناجم عن إزالة الغابات؛ وقد طورت ولاية صباح محميات غابات مستدامة، وتحاول الحكومة خفض قطع الأشجار بنسبة 10% سنويًا. تم إنشاء 28 متنزهًا وطنيًا، أولها عام 1938 من قبل البريطانيين. هناك 23 في شرق ماليزيا و7 في شبه الجزيرة.  تحاول الحكومة الماليزية أيضًا الحفاظ على الحياة البحرية، حيث أنشأت مشروعًا مشتركًا مع إندونيسيا والفلبين للاهتمام ببحر سولو، بالإضافة إلى الحد من السياحة في مناطق مثل جزيرة سيبادان. وقد حظرت المتنزهات البحرية صيد الأسماك والرياضات الآلية. ولمواجهة تآكل السواحل، قامت وزارة العلوم والتكنولوجيا والابتكار بتركيب شعاب مرجانية صناعية حول شواطئ البلاد. وتهدف هذه الشعاب أيضًا إلى إحياء النظم البيئية البحرية. يعتبر الاتجار بالحيوانات قضية كبيرة، وتجري الحكومة الماليزية محادثات مع حكومتي بروناي وإندونيسيا لتوحيد قوانين مكافحة الاتجار بالحيوان. وتهدف الحكومة إلى مضاعفة أعداد النمور البرية بحلول عام 2020.

## أنظر أيضاً
- البيئة في ماليزيا.